# Rocotopunta
Rocotopunta (del quechua ancashino rukutu hace referencia a una planta, 'rocoto' y punta es una palabra castellana que significa 'pico' o cresta') es una montaña ubicada en la Cordillera Blanca en los Andes del Perú, cuya altitud es aproximadamente 5400 m s.n.m., Se encuentra al oeste del nevado Huandoy en la provincia de Huaylas, distrito de Caraz, y en la provincia de Yungay, distrito de Yungay.
Existe otra montaña con el mismo nombre, Rocotopunta, y con una altura de 4400 m s.n.m. en la Cordillera Blanca ubicada en el distrito de Ticapampa, provincia de Recuay.

## Etimología
Rocotopunta se compone de dos palabras:
- Rocoto, que es una planta: Capsicum pubescens
- Punta, un hipónimo que puede significar 'paraje muy alto, cumbre, cima, parte alta de un cerro o nevado'[2]

## Geografía

### Ubicación
La montaña Rocotopunta se encuentra ubicado geográficamente en -9.0475 / 9°2′ 17'' Sur, 7-77.6886 / 77° 41' 07'' Oeste.